# Qualificazioni al campionato mondiale di calcio 2026 - AFC - seconda fase - girone H
Questa voce raccoglie i risultati delle partite del girone H valido come secondo turno di qualificazione al Campionato mondiale di calcio 2026 per la zona di competenza dell'AFC.
| Squadra             | P.ti | G | V | P | S | RF | RS | DR  |
| ------------------- | ---- | - | - | - | - | -- | -- | --- |
| Emirati Arabi Uniti | 16   | 6 | 5 | 1 | 0 | 16 | 2  | +14 |
| Bahrein             | 11   | 6 | 3 | 2 | 1 | 11 | 3  | +8  |
| Yemen               | 5    | 6 | 1 | 2 | 3 | 5  | 9  | -4  |
| Nepal               | 1    | 6 | 0 | 1 | 5 | 2  | 20 | -18 |

## Risultati

### 1ª giornata
| Arbitro: | Hettikamkanamge Perera |

|                                                 |           |  |
| Mubarak 11’ Mabkhout 36’ (rig.), 44’ Lima 45+1’ | Marcatori |  |

| Arbitro: | Kim Jong-hyeok |

|  |           |                                   |
|  | Marcatori | 38’ Marhoon 48’ (aut.) Al-Zubaidi |

### 2ª giornata
| Arbitro: | Shen Yinhao |

|  |           |                  |
|  | Marcatori | 72’, 90’ Al-Dahi |

| Arbitro: | Mohammed Al-Hoish |

|  |           |                                 |
|  | Marcatori | 36’ Ramadan 89’ (rig.) Mabkhout |

### 3ª giornata
| Arbitro: | Jonathon Barreiro |

|  |           |                                                                           |
|  | Marcatori | 2’ Al-Humaidan 9’ Baqer 45+4’ Madan 87’ Al Khatal 90+6’ (rig.) Abdullatif |

| Arbitro: | Mohanad Qasim |

|                           |           |                   |
| Saleh 24’ (rig.) Adil 72’ | Marcatori | 69’ (aut.) Idrees |

### 4ª giornata
| Arbitro: | Ryo Tanimoto |

|                                        |           |  |
| Baqer 7’ Helal 18’ (rig.) Al Aswad 36’ | Marcatori |  |

| Arbitro: | Ilgiz Tantashev |

|  |           |                        |
|  | Marcatori | 14’, 22’ Lima 35’ Adil |

### 5ª giornata
| Arbitro: | Payam Heydari |

|  |           |                                          |
|  | Marcatori | 12’, 14’ Abdullah 53’ Saleh 75’ Mohammad |

| Riffa 6 giugno 2024, ore 20:30 UTC+3 | Bahrein          | 0 – 0 referto | Yemen | Bahrain National Stadium (2 632 spett.)\| Arbitro: \| Nazmi Nasaruddin \| |
| Arbitro:                             | Nazmi Nasaruddin |               |       |                                                                           |

### 6ª giornata
| Arbitro: | Ma Ning |

|          |           |                |
| Adil 10’ | Marcatori | 4’ Abduljabbar |

| Arbitro: | Ahmad Ibrahim |

|                                        |           |                     |
| Al-Gahwashi 9’ (rig.) M. Al-Dahi 90+1’ | Marcatori | 22’ Bista 66’ Karki |